# Schronisko na Polanie pod Wysoką
Schronisko na Polanie pod Wysoką (słow. Chata na Poľane pod Vysokou) – nieistniejące już schronisko, które stało na Polanie pod Wysoką, w słowackich Tatrach Wysokich, w Dolinie Białej Wody. Schronisko znajdowało się na wysokości ok. 1300 m n.p.m.

## Historia
Dolina Białej Wody z uwagi na znaczne oddalenie od ośrodków w Popradzie czy Kieżmarku w latach 70. XIX wieku nie była popularna wśród pierwszych turystów z południowej, węgierskiej strony Tatr. Biegła nią jednak ścieżka na Rysy (przez Dolinę Ciężką i Wagę) – uczęszczana przez galicyjskich wędrowców szczególnie przed wytyczeniem przez Towarzystwo Tatrzańskie szlaku z Dolina Rybiego Potoku. 
Pierwsze schronisko na Polanie pod Wysoką postawić chciało w roku 1877 Towarzystwo Tatrzańskie – wkrótce po wzniesieniu schroniska w Starej Roztoce. Na budowę tę nie zgodził się ówczesny właściciel Tatr Jaworzyńskich, baron Aladár Salamon. Sam jednak w tym samym miejscu, na wysokości około 1300 m n.p.m. (przy szlaku na Polski Grzebień) postawił  niewielki budynek otwarty w 1878 roku. Jedną z trzech izb udostępnił turystom, którzy klucze do niej pobierali i zdawali w siedzibie zarządu dóbr jaworzyńskich. Wśród turystów funkcjonowała nazwa „Schronisko Salamona” (Salamon-menedékház) bądź „Schronisko pod Młynarzem”. Gdy w roku 1879 Salamon sprzedał swoje dobra Christianowi Hohenlohe, ten ostatni zamienił otoczenie polany w rezerwat myśliwski z odpłatnym wstępem. Same schronisko przekazano straży leśnej i zamknięto dla turystów. Dawne schronisko spłonęło w 1923 roku.
Wkrótce na Polanie pod Wysoką ponownie uruchomiono budynek przeznaczony dla turystów. Jak podają Paryscy w Wielkiej encyklopedii tatrzańskiej, w 1924 roku powstał nowy obiekt Klubu Czechosłowackich Turystów (KČST), który spłonął na początku 1926 roku. Z kolei Ivan Bohuš młodszy wskazuje, że w 1925 roku KČST przejął od czechosłowackich lasów państwowych dawny domek myśliwski księcia Hohenlohe. Jego gospodynią (chatarką) została Vlasta Krajinová. Obiekt funkcjonujący pod nazwą útulňa pod Vysokou mógł udzielić jednocześnie nawet do 50 noclegów, jednak spłonął już w grudniu 1926 roku.
KČST otrzymało z tytułu ubezpieczenia kwotę 40 tys. koron, którą miano przeznaczyć na odbudowę i rozbudowę dotychczasowego budynku. Po długiej dyskusji uznano, że budowa schroniska negatywnie wpłynęłaby na atrakcyjność Doliny Białej Wody. W konsekwencji obiektu nigdy nie odbudowano, zaś turystom służyły odtąd jedynie gajówki i pasterskie koleby. W późniejszych czasach na polanie powstało taternickie obozowisko Towarzystwa Wspinaczkowego JAMES.